# 卡勒姆·麥格雷戈
卡勒姆·威廉·麥葛瑞格（英語：Callum William McGregor；1993年6月14日—）是一位蘇格蘭足球運動員。在場上的位置是中場。現在效力於蘇格蘭足球超級聯賽球隊些路迪，蘇格蘭足球代表隊成員。他也曾代表蘇格蘭各級青年隊參賽。

## 外部連結
- Soccerway資料庫：卡勒姆·麥格雷戈
- 足球数据库：Callum McGregor的球员统计数据